# 오스트리아령 네덜란드
오스트리아령 네덜란드(독일어: Österreichische Niederlande, 네덜란드어: Oostenrijkse Nederlanden)는 합스부르크 군주국이 남네덜란드(현재의 벨기에)를 점유하고 있었던 때를 가리킨다.